# سنگ‌نگاره‌های اوختاسار

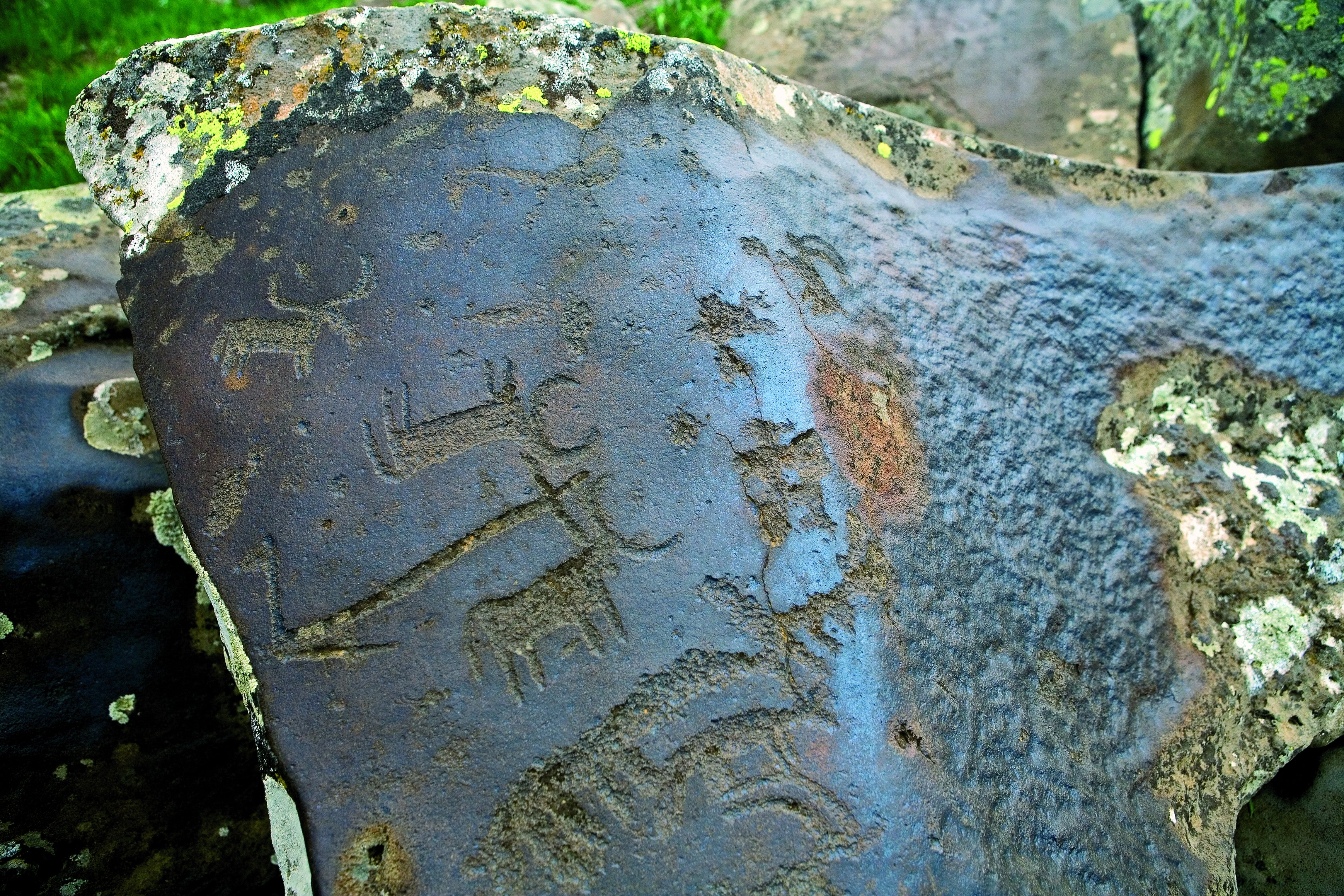
سنگ‌نگاره‌های اوختاسار

سنگ‌نگاره‌های اوختاسار (انگلیسی: Ughtasar Petroglyphs) نقاشی‌های روی سنگ هستند که در کوه اوختاسار در نزدیکی شهر سیسیان در استان سیونیک در جنوب ارمنستان یافت شده‌اند.
بیش از ۱۰۰۰ قطعه سنگ تزئین شده تا دامنه کوه گسترش یافته است. این سنگ نگاره‌ها، که برخی از آنها به دوران پارینه سنگی (۱۲۰۰۰ قبل از میلاد) برمی گردد، بر روی سنگ‌های آتشفشانی قهوه ای مایل به سیاه تیره به جا مانده از یک آتشفشان خاموش حک شده‌اند. فرهنگ‌های بعدی عصر مس‌سنگی و عصر برنز به ایجاد سنگ نگاره‌ها در این مکان ادامه دادند. بیشترین تنوع و تعداد حجاری‌ها مربوط به این دوره و اوایل عصر آهن است، قبل از اینکه سرانجام رها شوند، چند حکاکی که توسط چوپانان تنها که تابستان خود را در قله کوه می‌گذرانند، انجام شده است. اگرچه این سایت در اوایل قرن بیستم کشف شد، اما تا دهه ۱۹۲۰ و دوباره در اواخر دهه ۱۹۶۰ مورد مطالعه قرار نگرفت. امروزه هنوز به‌طور کامل درک نشده است.
حکاکی‌های روی تکه‌های سنگ صحنه‌های شکار، مجموعه وسیعی از حیوانات، مارپیچ‌ها، دایره‌ها و اشکال هندسی و حتی علائم زودیاک را به تصویر می‌کشند. تحقیقات نشان می‌دهد که این منطقه به‌عنوان اقامتگاه موقت قبایل گله‌دار عشایر بوده است و مطالعات روی سنگ‌تراشی‌ها نشان می‌دهد که صدها سال از آن استفاده می‌شده است و مردمان دوره‌های بعد حکاکی‌های خود را به سنگ‌ها اضافه کرده‌اند.
بازتولید سنگ نگاره‌ها یا حکاکی‌های سنگی اوختاسار در سراسر ایروان یافت می‌شود. آنها بر روی جواهرات نقره حک شده‌اند، روی فنجان‌های قهوه نقاشی شده‌اند، در سفال‌های دست‌ساز نقش بسته‌اند و دیوارهای کافه‌ها را زینت می‌دهند. رسیدن به سنگ نگاره‌های اوختاسار می‌تواند چالش‌برانگیز باشد.

## نام
نام این محوطه تاریخی از کوهی که در آن قرار دارد، گرفته شده است. دربارهٔ منشأ این نام دو نظریه وجود دارد. بر اساس یکی از این نظریات، مردم این کوه را به شتر تشبیه کرده‌اند و از این رو نام «اوختاسار» (به معنای کوه شتر) بر آن نهاده شده است. نظریه دیگر می‌گوید که این کوه هیچ ارتباطی با شتر ندارد و معتقد است که این منطقه در گذشته محل زیارت بوده و به همین دلیل نام «اوختاسار» (به معنای کوه زیارت) برای آن انتخاب شده است. محوطه باستانی اوختاسار که متعلق به دوران پیش از مسیحیت است، امروزه همچون تاتِو، گردشگران زیادی را به خود جذب می‌کند.

## نمادها
نمادهای حکاکی‌شده روی سنگ‌نگاره‌های اوختاسار گواهی بر میراث فرهنگی و معنوی هزاران ساله هستند. این نگاره‌ها، با گذر از تغییرات و گاه فراموشی در طول قرن‌ها، از نظر شکل و ظاهر تقریباً بدون تغییر باقی مانده‌اند. نکته مهم این است که زنجیره فرهنگی آن‌ها، با وجود برخی وقفه‌ها، هرگز قطع نشده است. این امر نشان می‌دهد که از دوران ماقبل تاریخ تاکنون، مردمی با همان ویژگی‌های فرهنگی در این منطقه، یعنی فلات ارمنستان، به زندگی ادامه داده‌اند. به عبارت دیگر، ملت ارمنی بومی این سرزمین است و مهاجر نبوده است.

## تنش ارمنستان و آذربایجان
در جریان جنگ ۲۰۲۰ میان ارمنستان و آذربایجان، بر اساس توافق‌نامه‌ای که به صورت مشترک توسط رئیس‌جمهور جمهوری آذربایجان الهام علی‌اف، نخست‌وزیر ارمنستان نیکول پاشینیان و رئیس‌جمهور فدراسیون روسیه ولادیمیر پوتین امضا شد، بخش تحت کنترل ارتش دفاع آرتساخ در منطقه شاهومیان جمهوری آرتساخ در تاریخ ۲۰ نوامبر ۲۰۲۰ به کنترل نیروهای مسلح جمهوری آذربایجان واگذار شد. به این ترتیب، آن بخش از محوطه باستانی اوختاسار که در قلمرو منطقه شاهومیان جمهوری آرتساخ قرار داشت، نیز به جمهوری آذربایجان واگذار گردید.

## نگارخانه

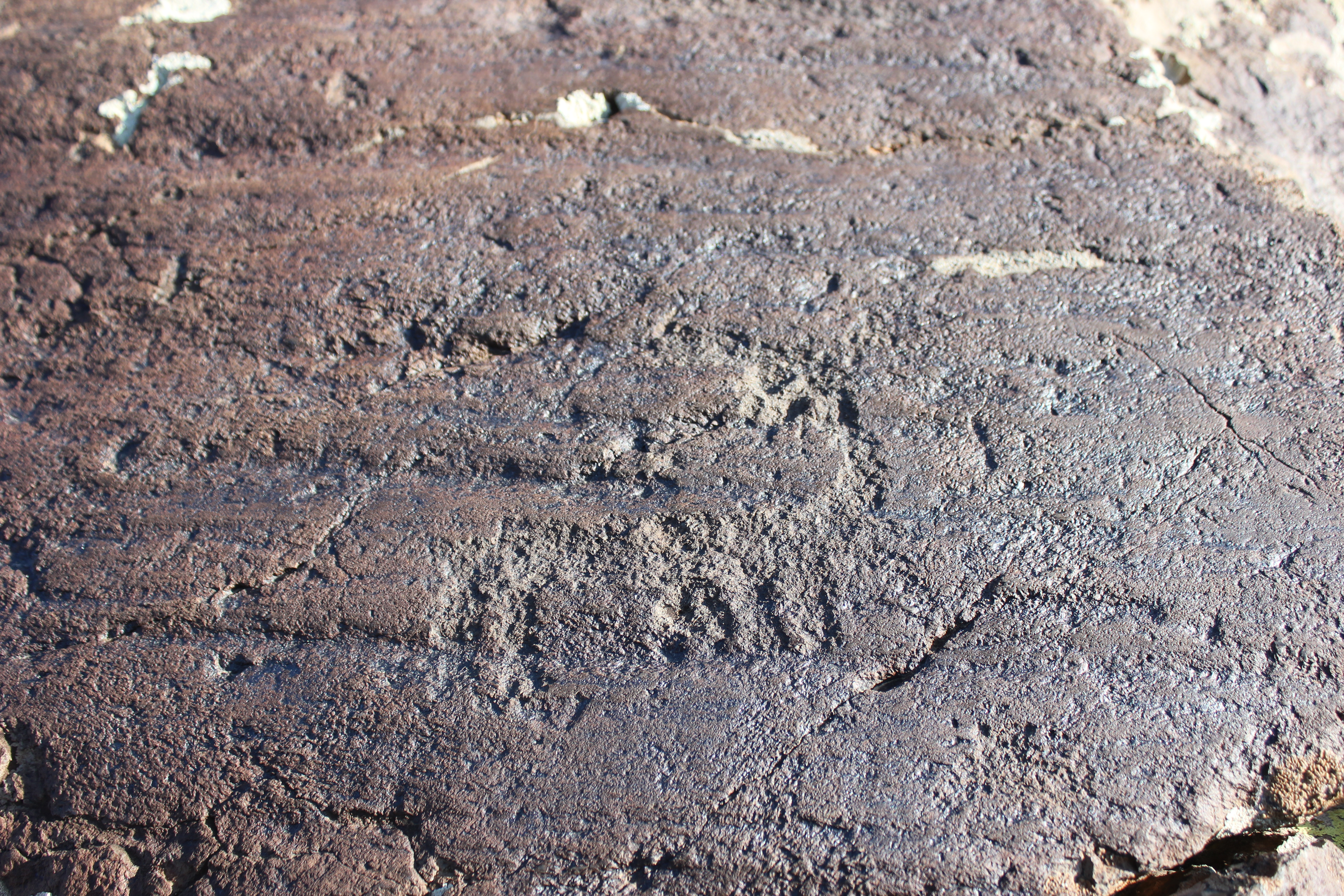
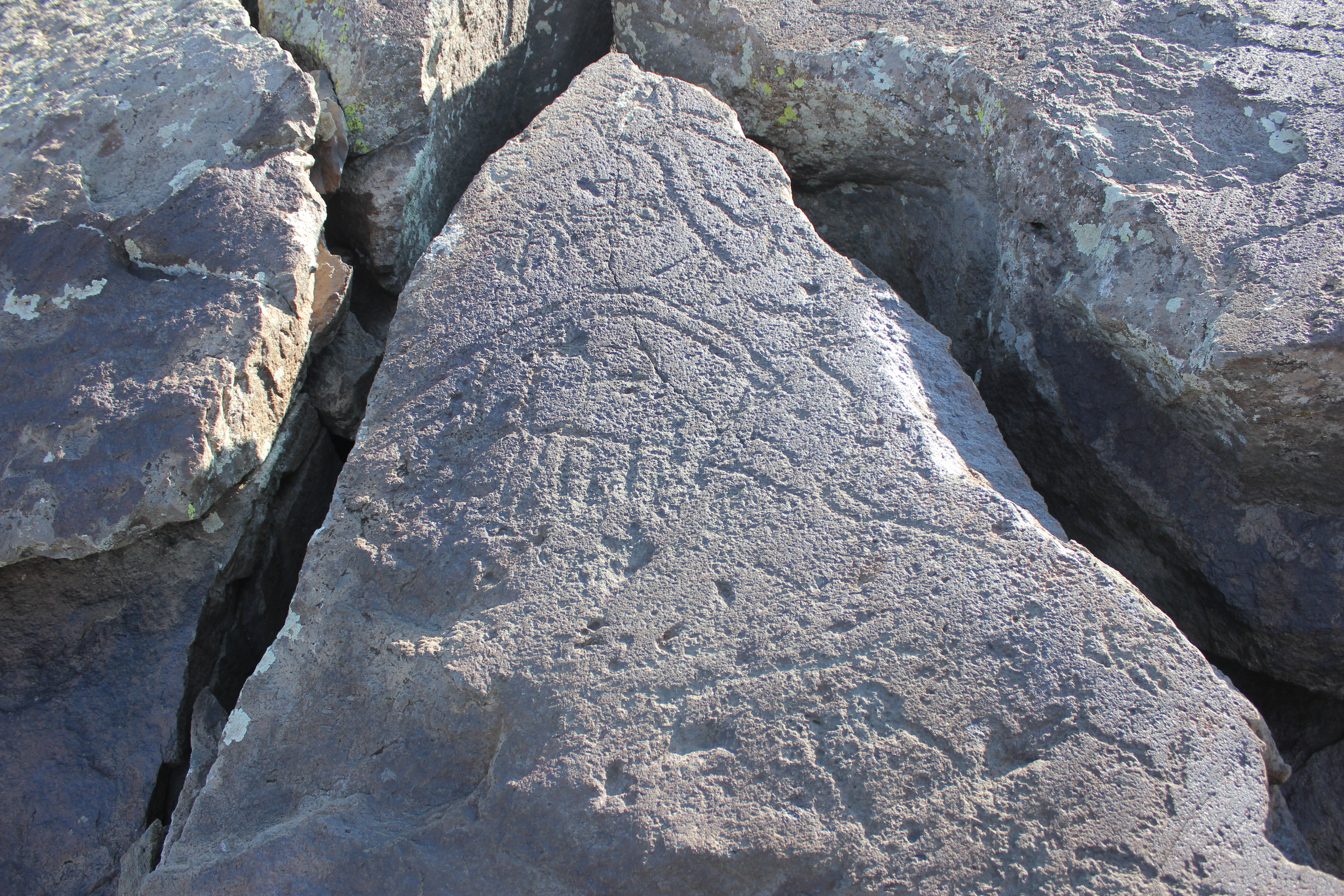
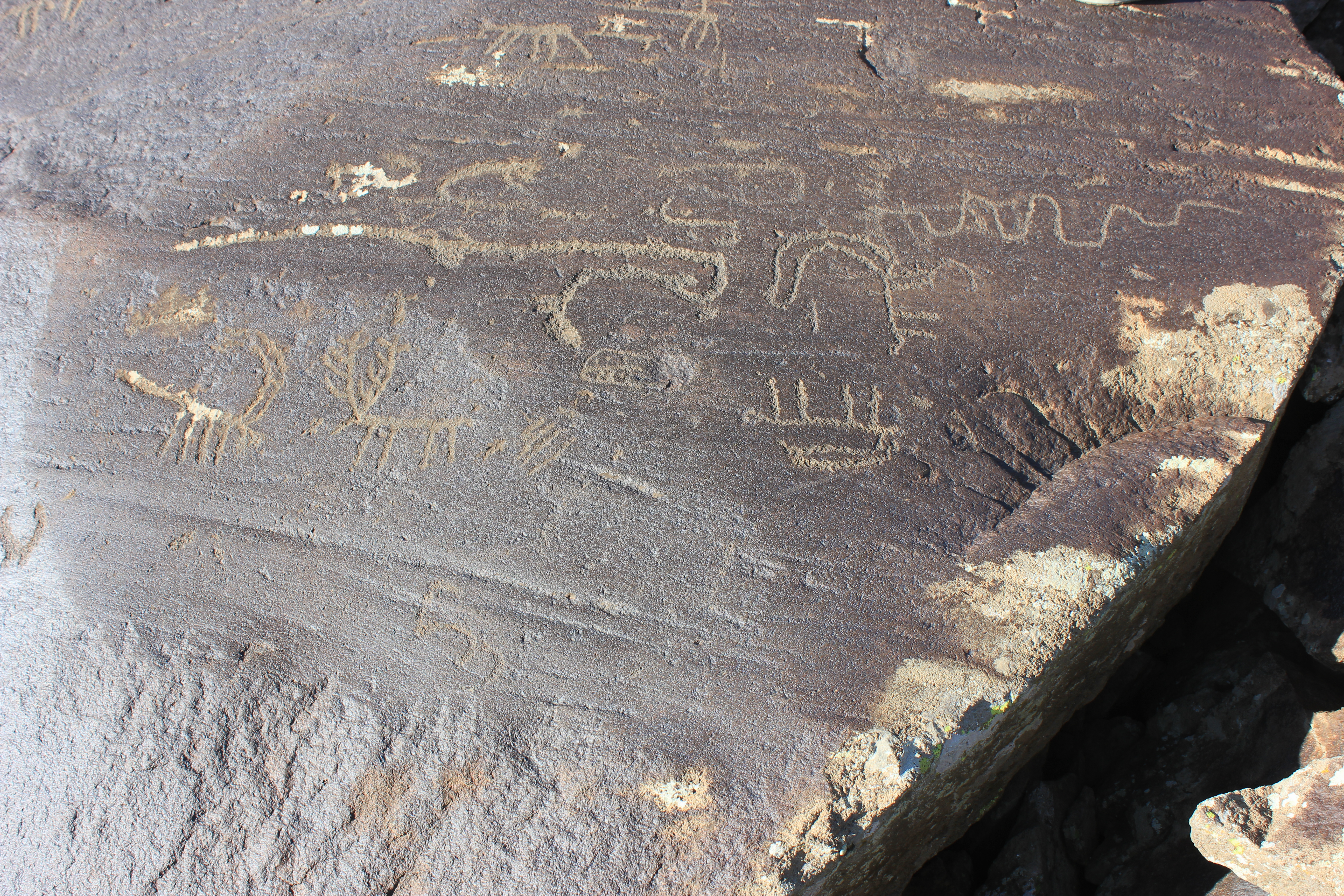
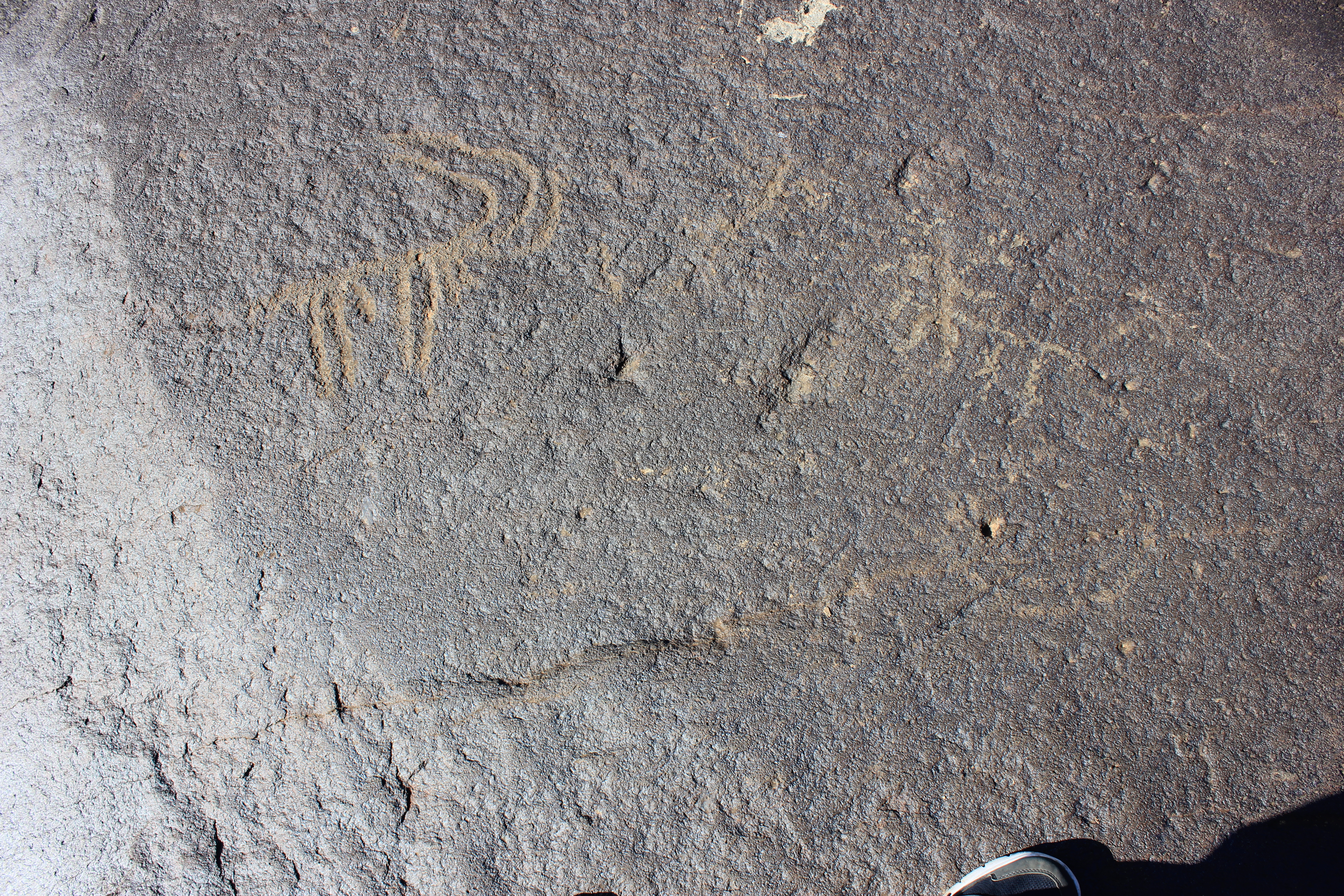
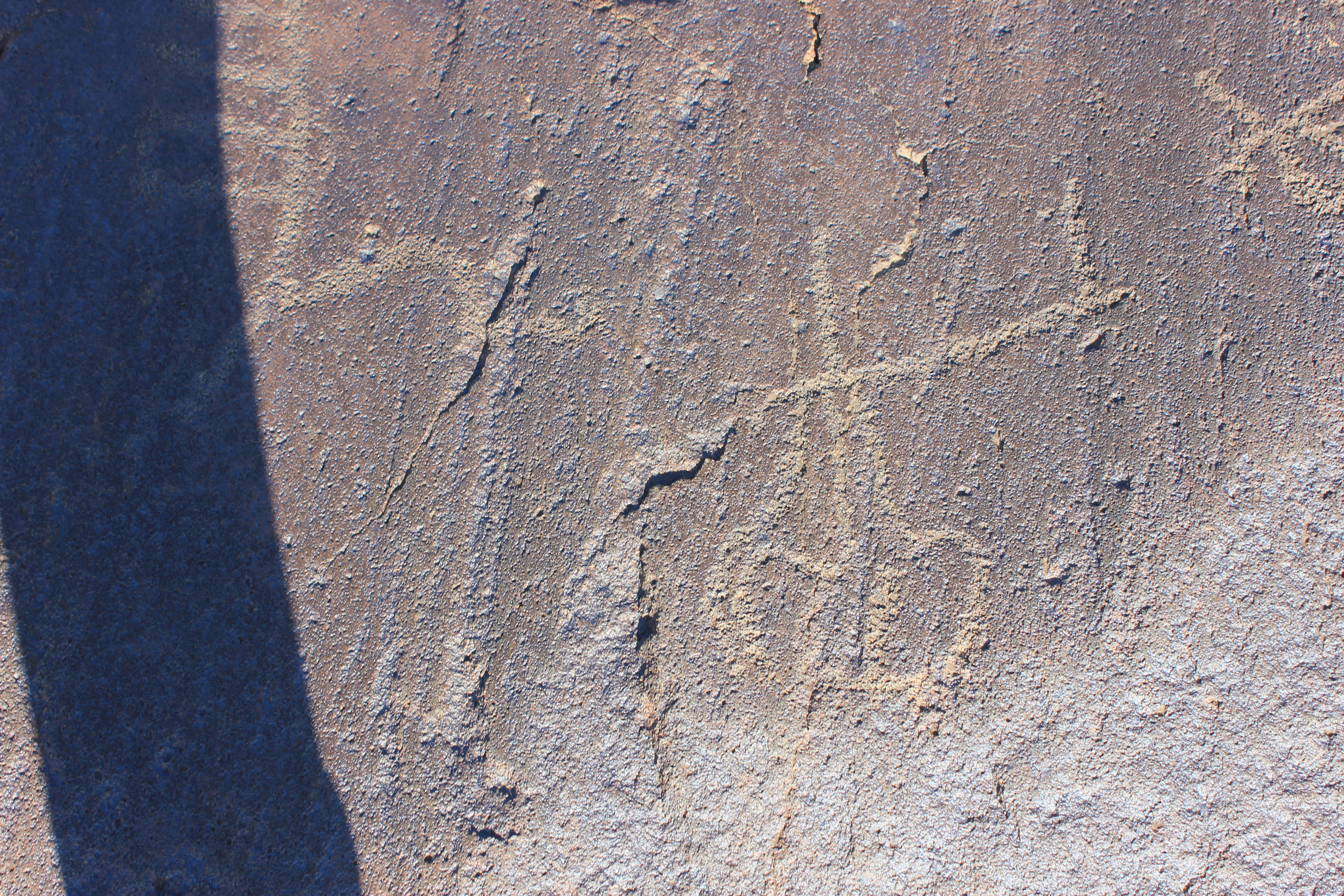